# Ericsson Radio Systems
Ericsson Radio Systems AB var ett helägt bolag inom Ericsson-koncernen, som grundades den 1 januari 1983 genom att det tidigare majoritetsägda Ericssonbolaget Svenska Radioaktiebolaget blev ett helägt dotterbolag. Det blev känt under 1980-talet som bolaget som utvecklade de första större serierna av mobiltelefoner i Sverige, speciellt den så kallade Hotline-serien. År 2002 slogs bolaget samman med 19 andra Ericssonbolag till Ericsson AB men hade kvar samma bolagsnummer. Sammanslagningen gjordes för att minska kostnader i kölvattnet av telekomkrisen. Ericsson AB är koncernens mest centrala och viktigaste bolag, jämte Ericsson Telecom AB. Idag är huvudverksamheten inom Ericsson AB infrastruktur för mobiltelefoni.

## Organisation
Den 1 januari 1983 blev företaget helägt av Ericsson under namnet Ericsson Radio Systems AB efter att Marconi sålt sina kvarvarande 10 % av dotterbolaget SRA till Ericsson. Detta år hade bolaget 3998 anställda och betecknade sin verksamhet som avancerad trådlös kommunikation för civilt bruk och var uppdelad på:
- Mobiltelefoni, som blir det mest expansiva området år 1983 och framåt.
- Mobilradio, som 1983 motsvarade 30 % av faktureringen med till exempel polisradio och taxiradio, och som mot mitten av 1980-talet stagnerar.[4]
- Personsökare, i samarbete med Holländska dotterbolaget NIRA.
- Mikrovågskommunikation, i synnerhet ett av staten finansierat satellitprojekt, Tele-X. Detta område bytte namn till Radiotransmission år 1984 och överfördes till Ericssons affärsområde för försvarsprodukter i slutet av 1985.[4]

Hösten 1983 skapade företaget genom ett initiativ från Nils Hörjel, landshövding i Malmöhus län och tillika styrelseledamot i SRA, ett The Ericsson Mobile Telephone Laboratory i den nyinvigda företagsbyn Ideon i Lund, och all utvecklingsverksamhet för mobiltelefoniterminaler flyttades dit. Invigningen skedde den 29 oktober 1983. Den utvecklingsavdelning för mobiltelefoner som tidigare funnits i Gävle och med ursprung i Sonab mobiltelefon AB och ursprungligen AGA mobilradio lades ner, och ingen av den ursprungliga skaran utvecklare antog erbjudandet att flytta med till Lund. Fabrikerna i Gävle och Kumla fick vara kvar. Skälet till flytten sades vara att öka samarbetet med Lunds tekniska högskola. De avgörande besluten för flytten skall ha tagits vid en middag hos Thure Gabriel Gyllenkrok, en annan styrelseledamot i SRA, vid en middag på Björnstorps slott den 11 oktober 1982.
År 1983 hade även det svenska företaget Magnetic, som tillverkade mobilbasstationer köpts upp.

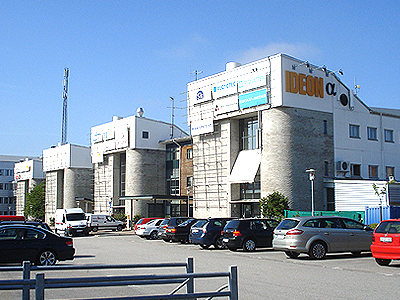
Alfahuset i Ideon Science Park, där Ericsson Radio Systems hade sitt första utvecklingskontor för mobiltelefoner.

### Omstruktureringen 1986
Den 1 mars 1985 utnämndes Nils Rydbeck till chef för forsknings- och utvecklingsverksamheten i Lund, från att tidigare ha varit huvudansvarig för utvecklingen av truppradio. Denne presenterade snabbt en 10-årsplan för utveckling av en hel serie mobiltelefoner för VD Åke Lundkvist. Affärsområdet för mobiltelefoni strukturerades följande år om i två affärsområden med Lundkvist som VD och Ulf Johansson som vice VD:
- System med basstationer och liknande produkter under Håkan Jansson. Detta kontrollerades från kontoret i Stockholm, där Ericsson snabbt blev världsledande genom att komplettera växelsystemet AXE med stationer för såväl NMT som ETACS och AMPS. Följande år kontrollerade Ericsson cirka 30 % av världsmarknaden för mobilsystem, och deltog aktivt i specifikationen av GSM.
- Terminaler, det vill säga mobiltelefoner, under Flemming Örneholm. Detta förlades helt till Lund, och av de anställda i Stockholm flyttade endast två personer med företaget till Lund: Flemming själv och försäljningschefen Kjell Johanson. Terminalprodukterna var vid denna punkt ännu portabla väskmodeller med en vikt på några kilo eller avsedda för montering i bilar och försedda med el från bilens elsystem. Under hela året 1986 tillverkades cirka 10 000 terminaler av denna typ. De huvudsakliga konkurrenterna var Motorola och Nokia (under namnet Mobira).[9] Personalen utökades då en gren av Ericsson Information Systems (EIS), efter att lanseringen av datorprodukterna slagit fel först flyttades till division H för utveckling av datorer för Saab 39 Gripen vid årsskiftet 1985/86, och sedan överfördes till Ericsson Radio Systems i januari 1987.[10][8]

### Vidare utveckling av strukturen
Den 1 oktober 1988 efterträdde Lars Ramqvist Åke Lundkvist som VD, och området för försvarskommunikation inlemmades i bolaget.
Under Ramqvist bildades den 1 juli 1989 ett nytt bolag: Ericsson GE Mobile Communications tillsammans med General Electric som omfattade all mobilverksamhet i USA och Sverige. Ericsson ägde 60 % av företaget, och General Electric ägde 40 %. I detta ingick bland annat en fabrik med 1 600 anställda i Lynchburg, Virginia. Åke Lundkvist flyttade över till USA som VD för det nya bolaget, som också kontrollerade terminalverksamheten i fabriken i Kumla och forskningsanläggningen i Lund. I årsredovisningen 1989 indelas verksamheten i följande områden (procentsiffran anger andel av faktureringen år 1989):
- Mobiltelefonsystem (56 %), som år 1988 behärskade 40 % av världsmarknaden för mobilsystem
- Mobiltelefoner (14 %)
- Mobilradio (15 %)
- Mobila datasystem (1 %)
- Personsökare (7 %), och här ingår den tidigare Holländska verksamheten som nu även satsar på digitala trådlösa telefoner för framför allt kontor, DECT.
- Försvarskommunikation (7 %)

År 1990 öppnade Ericsson GE Mobile Communications på initiativ av Åke Lundkvist ett nytt kontor för forskning och utveckling i Research Triangle Park, en företagspark i Raleigh, North Carolina. Syftet med detta var att skilja på forskning och utveckling och ren tillverkning, för att återspegla uppdelningen mellan Kumla och Lund i Sverige. Verksamheten kom att präglas av svåra samarbetsproblem mellan de två företagen och oförmåga att göra inbrytningar på den amerikanska mobiltelefonmarknaden. På systemsidan var försäljningen emellertid fortsatt god i USA. Detta år blev Kurt Hellström VD för Ericsson Radio Systems AB, efter att Ramqvist tagit rollen som VD för Ericssonkoncernen.
I början av år 1992 köpte Ericsson ytterligare 20 % av det samägda bolaget och Ericsson GE Mobile Communications ägdes till 80 % av Ericsson. Vid slutet av 1993 lämnade General Electric styrelsen för det gemensamma företaget. Den 1 april 1998 utnyttjade General Electric en säljoptionsklausul i kontraktet med Ericsson och sålde sin sista andel i det gemensamma bolaget tillbaka till Ericsson som därmed blev ensam ägare till bolaget.
År 1994 stod mobiltelefonin för 85 % av verksamheten inom affärsområdet för radiosystem, och affärsområdet för radiosystem (det vill säga Ericsson Radio Systems AB) stod för hälften av Ericssons fakturering. Mobiltelefoniverksamheten med såväl system som terminaler ökade sin fakturering med 73 %. Detta år flyttades även området försvarskommunikation över till "affärsområde mikrovågssystem", det vill säga Ericsson Microwave Systems. Mobiltelefonverksamheten betraktades nu som en kärnprodukt, och den 1 mars 1994 tog Johan Siberg över som VD för det gemensamma bolaget Ericsson GE Mobile Communications som bytte namn till Ericsson Mobile Communications (ECS).

### Bolaget från januari 1997
Efter att själva telefontillverkningen flyttats ut till ett eget bolag inordnades Ericsson Radio Systems tillsammans med personsökare och privatradiosystem samt mikrovågslänkar (Ericsson Microwave Systems) i affärsområdet Mobiltelesystem med Kurt Hellström som VD med början den 1 januari 1997. Detta år beslutade ETSI att W-CDMA skulle utgöra basen för tredje generationens mobiltelefoni.
Mobilsystemen fortsatte växa i världen, och år 1998 beräknade Ericsson att det fanns 132 miljoner GSM-abonnenter varav 50 miljoner (cirka 38 %) använde system från Ericsson. Utöver detta hade företaget produkter för andra generationens konkurrerande standarder TDMA och PDC, samt levererade fortfarande produkter för NMT, AMP och TACS. Detta år levererade Ericsson även det första testsystemet för W-CDMA (3G) till den japanska operatören NTT docomo.
År 2001 drabbades systerbolaget Ericsson Mobile Communications av telekomkrisen, och Mobile Systems drabbades ett år senare, men i något mindre skala. Från  att ha genererat en vinst på 3,2 miljarder år 2001 gjorde området en förlust på 4,9 miljarder år 2002, katastrofala 12 miljarder år 2002 och 6 miljarder år 2003. År 2004 vändes förlusterna emellertid drastiskt till en vinst på 23 miljarder.
Trots den allvarliga nedgången i försäljningen behöll företaget en ledande ställning.

## Mobiltelefoni

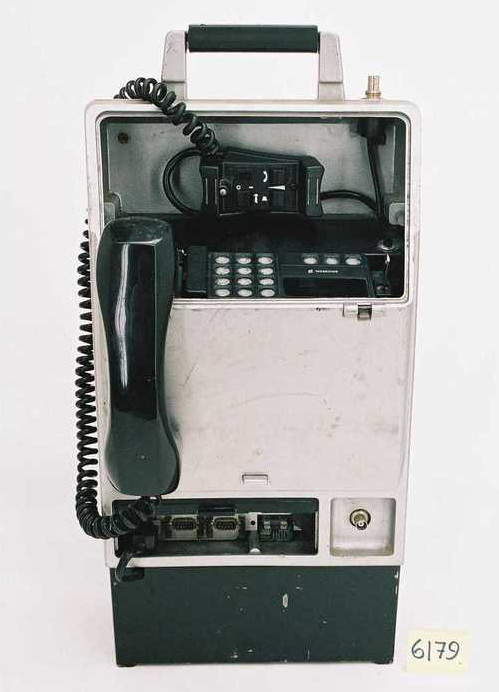
Ericsson Roadcom C600P

Den utveckling som ledde fram till Ericsson som ett ledande företag inom mobiltelefoni skedde inom SRA, först genom utvecklingsarbete av MTD- och NMT-systemet under 1970-talet, och genom att AXE-växlarna kopplades ihop med radioteknik. Inom ramen denna utveckling köpte SRA under 1970- och 1980-talen flera andra företag. 1976 blev namnet SRA Communications. För MTD-systemet utvecklades terminalen C-500.
År 1977 bildade Ericsson tillsammans med Philips ett samriskbolag för att lämna in en gemensam offert till Saudiarabiens statliga telebolag Saudi Tel huvudsakligen för att bygga ett nytt fast telefonnät baserat på AXE-växeln, men ett underkontrakt kom att omfatta utveckling av ett mobiltelefonnät med 8000 terminaler. NMT 450 passade händelsevis bra även i Saudiarabien eftersom den frekvensen var ledig. Mobiltelefonerna Roadcom C600M (mobile, för bilmontering) och Roadcom C600P (portable, bärbar) och utvecklades och började säljas i både Sverige och Saudiarabien. Vissa av de Saudiarabiska lyxmodellerna var guldpläterade. År 1984 sålde Ericsson även ett NMT-system till Malaysia, och SRA Communications fick tillverka terminalerna även för detta system.

### HotLine-linjen
Mobiltelefonavdelningen i Lund kom snabbt att bli en mycket synlig verksamhet. Flemming Örneholm ville skapa en konsumentinriktad verksamhet och beslutade att ge telefonerna orange knappar och kontaktade marknadsföringsexperten Nils Welinder, som uppfann varumärket HotLine. Detta var sedan tidigare registrerat av Televerket i samband med kommersialiseringen av de tjänster som skapats i samband med kontroversen runt Heta linjen år 1982, men Ericsson fick köpa varumärket. Welinder uppfann karaktären Harry Hotline som frontfigur. Marknadsföringsmaterialet sammanställdes och distribuerades i slutet av 1986 och varumärket användes fram till 1992 då företaget förlorade en varumärkesstrid med företaget Hotline Electronics, men sannolikt också på grund av att företaget ville internationalisera sig och använda varumärket "Ericsson". Bland annat fanns en stor neonskylt med varumärket vid E4:an i Midsommarkransen i Stockholm.
HotLine-produkterna var till en början tunga pjäser som HotLine Combi, en telefon med en vikt på 4 kilo och ett pris i dåtidens penningvärde på 30 000 kr. Första modellen 900A var baserad på en radiodel och chassi från Panasonic, men efterföljaren 900B var en ren Ericsson-produkt. Kodnamnet för projektet var Bessy. År 1989 kom en andra generation kallad 900B (projektnamn Bessy2). För 450 MHz-bandet utvecklades en till utseendet identisk telefon med modellbeteckning 450C under projektnamnet Lärkan. Telefonerna kallades NMT kombitelefoner eller anglifierat combi eftersom de kunde användas i bil eller bäras med. Telefonerna fanns i Sverige till salu med modellbeteckningen NH900 för 900 MHz-bandets NMT och NH450 för 450 MHz-bandet. Telefonen förekommer bland annat i Richard Hoberts film Glädjekällan. Modellen fick viss negativ publicitet i slutet av maj 1988 efter att det visat sig att ett mindre litiumbatteri i telefonen kunde explodera. Ericsson återkallade då 30 000 telefoner för justering.
Combilinjen ersattes med produkterna i Nils Rydbecks planerade mobilserie, varav den första fick projektnamnet 900C, eller Curt. Produktnamnet var HotLine 900 Pocket. Denna var utvecklad för NMT 900-bandet och den första "ficktelefonen" på svenska marknaden. Elektroniken var baserad på en handburen polisradio med namnet P300 Maxicom för systemet Radiosystem 80 och innehöll 7 kretskort. Den introducerades på marknaden hösten 1987 och kostade cirka 30.000 kronor. Den mätte 195x70x40 mm, vägde 630g och hade en samtalstid på ungefär 30 minuter innan batteriet tog slut.
År 1989 lanserades telefonen NH 72, internt kallad Olivia (namnet var taget efter en dotter till en bekant till Michael Kornby, som då satt i ledningsgruppen), med tre kretskort och en vikt på 420 gram. Den lanserades på hotell Sheraton i Malmö där Flemming poserade som Harry Hotline i ett skummigt badkar iförd endast hatt och med telefonen i handen. Förutom NMT 900 kom denna telefon i en modell för ETACS.
År 1988 påbörjades arbetet med en ny mobiltelefonplattform med kodnamnet Sandra (namnet var taget efter dottern till Jan Johansson som ledde Ericssons mikrochipstrategi). Denna var avsedd att omfatta elektronik, mekanik och programvara för att hantera såväl NMT, ETACS och det nya GSM-standarden. Den första telefon som använde denna plattform var NH 97 för NMT-nätet, år 1991. Den följdes år 1992 av EH 97 för ETACS och slutligen år 1993 GH 197 för GSM-nätet.

### De första GSM-telefonerna

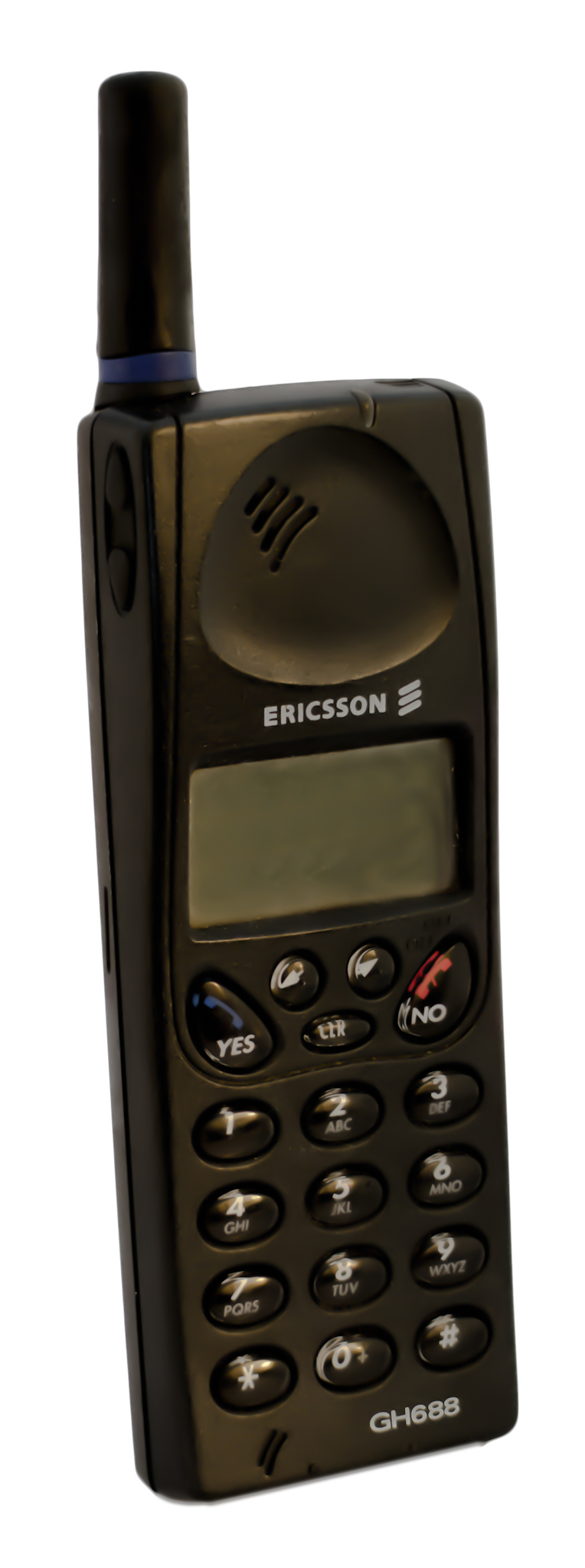
Ericsson GH688, en storsäljande GSM-telefon

Gunnar Eliasson har framfört tesen att Ericssons framgångar med GSM var helt beroende av den digitala truppradio som utvecklades av Ericsson Radio Systems från slutet av 1970-talet, som byggt kompetens inom frekvenshoppteknik, felrättande kodning, TDMA-system och kryptering samt anslutande militära projekt som Erieye som givit ett stort kunnande inom antennteknik.
Ett krav på lågt pris från tyska Mannesmann innebar att den första GSM-telefonen baserades på den tidigare Olivia-plattformen, och fick modellbeteckningen GH 172, trots att Ericsson velat använda den nya plattformen Sandra. Den försågs med texten "DIGITAL" för att understryka att det rörde sig om en GSM-telefon och började levereras i slutet av år 1992. I mitten av 1993 introducerades den första modellen på Sandra-plattformen: GH 197.
1993 började en radikalt mindre plattform kallad Jane att användas, först i ETACS-telefonen EH 237, och sedan i GSM-telefonen GH 337 år 1994. Vid det laget var denna del av bolagets verksamhet överförd till Ericsson Mobile Communications.

## Storlek och ekonomi
| År   | Antal anställda | Fakturering MKR | Orderingång MKR | Resultat MKR | Ref    |
| ---- | --------------- | --------------- | --------------- | ------------ | ------ |
| 1982 | 3 150           | 990             | 1 260           | ?            | [ 39 ] |
| 1983 | 3 998           | 1 469           | 1 782           | 31           | [ 39 ] |
| 1984 | 4 144           | 1 992           | 2 464           | −32          | [ 40 ] |
| 1985 | 5 122           | 2 656           | 2 709           | 253          | [ 41 ] |
| 1986 | 4 587           | 2 688           | 2 362           | 254          | [ 42 ] |
| 1987 | 4 777           | 2 839           | 3 267           | 210          | [ 43 ] |
| 1988 | 6 298           | 4 745           | 5 107           | 264          | [ 11 ] |
| 1989 | 10 142          | 8 062           | 9 340           | 692          | [ 13 ] |
| 1990 | 12 084          | 11 564          | 13 335          | 886          | [ 14 ] |
| 1992 | 12 979          | 14 962          | 17 280          | ?            | [ 19 ] |
| 1993 | 16 486          | 25 700          | 27 023          | ?            | [ 19 ] |
| 1994 | 20 938          | 40 500          | 42 506          | ?            | [ 19 ] |
| 1995 | 30 841          | 55 722          | 63 404          | ?            | [ 44 ] |

År 1991 slutade Ericsson att redovisa detaljerade siffror för antalet anställda i affärsområdet, och fakturering och order redovisades på ett annat sätt. År 1994 återställdes den gamla redovisningsformen, och där fanns även siffror för 1992 och 1993. Från år 1989 ingår dotterbolaget Ericsson GE Mobile Communications AB i redovisningen, och från år 1994 redovisas även det avknoppade Ericsson Mobile Communications eftersom detta företag tillhörde samma affärsområde.